# جوشوا في. هايمز
جوشوا في. هايمز (بالإنجليزية: Joshua V. Himes)‏ هو صحفي أمريكي، ولد في 1805 في Wickford, Rhode Island ‏ في الولايات المتحدة، وتوفي في 1895.